# Gwerful Mechain
Gwerful Mechain (XV wiek) – walijska poetka.
Była jedyną autorką piszącą w języku walijskim, z której dorobku przetrwała do czasów współczesnych większa liczba utworów. Niewiele wiadomo o jej życiu. Wiadomo, że pochodziła z Powys. Urodziła się około roku 1460, a zmarła około 1500. Niewykluczone, że jej utwory wywarły pewien wpływ na lirykę Ann Griffiths. Poezja Gwerful Mechain jest diametralnie zróżnicowana tematycznie. Poetka tworzyła zarówno wyrafinowaną lirykę religijną, ujętą w tradycyjne formy metryczne, jak i bezpruderyjne wiersze erotyczne. Jej często przywoływanym utworem jest Cywydd y Cedor, czyli Pochwała łona. Alfred Perceval Graves, wydawca antologii poezji walijskiej, stwierdził, że Gwerful Mechain to walijska Safona.